# Joe Haldeman

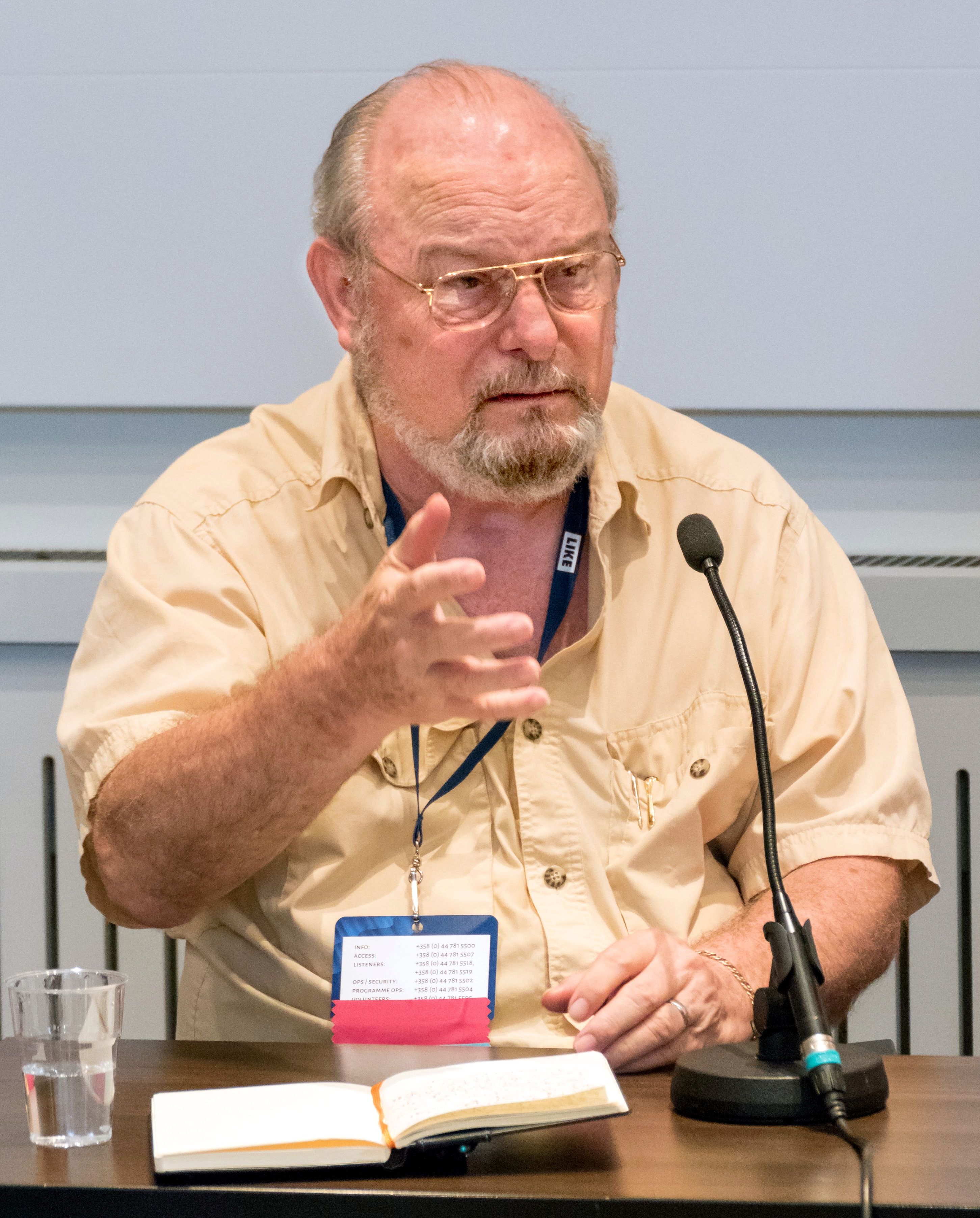
Joe Haldeman auf dem Worldcon 2017

Joe Haldeman (* 9. Juni 1943 in Oklahoma City) ist ein US-amerikanischer Science-Fiction-Autor.

## Leben
Haldeman studierte Physik, Astronomie, Mathematik und Informatik an der Universität von Maryland. 1967 wurde er zum Militärdienst nach Vietnam eingezogen. Durch seine Erlebnisse in Vietnam wurde er zu seinem wohl bekanntesten Roman Der Ewige Krieg (The Forever War) inspiriert, für den er den Hugo Award, den Nebula Award sowie den Locus Award erhielt. Der Ewige Krieg arbeitete er später zu einer Trilogie aus (Der ewige Friede, Am Ende des Krieges), deren zweiter Band erhielt ebenfalls sowohl den Hugo- als auch den Nebula-Award. Bekannt ist auch seine Worlds Trilogie, die Kreisende Welten, Isolierte Welten und Worlds Enough and Time umfasst.

Sein 1993 erschienener Roman Graves erhielt den World Fantasy Award, und der Roman Camouflage 2004 den Nebula Award sowie den James Tiptree, Jr. Award. Er wurde 2012 in die Science Fiction Hall of Fame aufgenommen.
Zu seinen Romanen kommen zahlreiche Kurzgeschichtensammlungen, darunter Unendliche Träume. 
Haldeman lehrte 31 Jahre lang bis zum Eintritt in den Ruhestand 2014 am Massachusetts Institute of Technology (MIT) Schriftstellerei und Science-Fiction.
Sein 2002 verstorbener älterer Bruder Jack C. Haldeman II war ebenfalls Science-Fiction-Autor.

## Bibliographie

### Serien
Der ewige Krieg
- The Forever War (1975)
  - Deutsch: Der Ewige Krieg. 1977, ISBN 3-453-16414-8.
- Forever Peace (1997)
  - Deutsch: Der ewige Friede. 2000, ISBN 3-453-16186-6.
- Forever Free (1998)
  - Deutsch: Am Ende des Krieges. 2002, ISBN 3-453-19672-4.
- Peace and War (2006)
  - Gesamtausgabe der Trilogie, bisher nicht auf Deutsch erschienen.

Attar the Merman
(als Robert Graham)
- Attar’s Revenge (1975)
- War of Nerves (1975)

Star Trek
- Planet of Judgement (1977)
  - Deutsch: Grenze zur Unendlichkeit. 1980, ISBN 3-442-23617-7.
- World Without End (1979)
  - Deutsch: Welt ohne Ende. 1980, ISBN 3-442-23613-4.

Worlds
- Worlds: A Novel of the Near Future (1981)
  - Deutsch: Kreisende Welten. 1984, ISBN 3-8118-3633-1.
- Worlds Apart (1983)
  - Deutsch: Isolierte Welten. 1986, ISBN 3-8118-3701-X.
- Worlds Enough And Time (1992)

Marsbound
- Marsbound (2008)
  - Deutsch: Marsbound. Übersetzt von Daniel Mayer. Mantikore, Frankfurt am Main 2015, ISBN 978-3-945493-12-0.
- Starbound  (2010)
- Earthbound (2011)

### Romane
- Mindbridge (1976)
  - Deutsch: Die Denkbrücke. 1978, ISBN 3-442-23283-X.
- 1968 (1984)
- Tool of the Trade (1987)
- Buying Time (1989)
  - Deutsch: Gekauftes Leben. 1992, ISBN 3-453-05391-5.
- The Hemingway Hoax (1990)
- The Coming (2000)
- Guardian (2002)
- Camouflage (2004)
  - Deutsch: Camouflage. 2012, ISBN 3-939212-25-3.
- Old Twentieth (2005)
- The Accidental Time Machine (2007)
  - Deutsch: Herr der Zeit. 2012, ISBN 3-939212-18-0.
- Work Done for Hire (2014)
  - Deutsch: Tödlicher Auftrag. 2014, ISBN 978-3939212454.

### Kurzgeschichtensammlungen
- All My Sins Remembered (1977)
  - Deutsch: Der befleckte Engel. 1978, ISBN 3-426-05702-6.
- Infinite Dreams (1978)
  - Deutsch: Unendliche Träume. 1985, ISBN 3-453-31142-6.
- There Is No Darkness (1983)
  - Deutsch: Und fürchtet keine Finsternis. 1985, ISBN 3-404-22083-8.
- Alien Stars (1985, mit C. J. Cherryh und Timothy Zahn)
- Dealing in Futures (1985)
- Vietnam and Other Alien Worlds (1993)
- None So Blind (1996)
- Saul's Death and other Poems (1997)
- A Separate War and Other Stories (2006)

### Anthologien
- Cosmic Laughter (1974)
- Study War No More (1977)
- Body Armor: 2000 (1986)
- Supertanks (1987)
- Spacefighters (1988, mit Martin H. Greenberg und Charles G. Waugh)
- Future Weapons of War (2007, mit Martin H. Greenberg)

### Sachbücher
- War Years (1977)
- War Stories (1993)
- The Novel as Joy Ride (2005)

## Auszeichnungen
Hugo Award
- 1976 The Forever War, Bester Roman
- 1977 Tricentennial, Beste Kurzgeschichte
- 1991 The Hemingway Hoax, Beste Novelle
- 1995 None So Blind, Beste Kurzgeschichte
- 1998 Forever Peace, Bester Roman

Nebula Award
- 1976 The Forever War, Bester Roman
- 1991 The Hemingway Hoax, Beste Novelle
- 1994 Graves, Beste Kurzgeschichte
- 1999 Forever Peace, Bester Roman
- 2005 Camouflage, Bester Roman

World Fantasy Award
- 1993 Graves, Beste Kurzgeschichte

Locus Award
- 1976 The Forever War, Bester Roman
- 1977 Tricentennial, Beste Kurzgeschichte
- 1995 None So Blind, Beste Kurzgeschichte
- 1997 None So Blind, Beste Kurzgeschichtensammlung

John W. Campbell Memorial Award
- 1998 Forever Peace, Bester Roman

Rhysling Award
- 1984 Saul's Death, kurzes Gedicht
- 1991 Eighteen Years Old, October Eleventh, kurzes Gedicht
- 2001 January Fires, langes Gedicht

Weitere Auszeichnungen: 
- 2005 James Tiptree, Jr. Award, Camouflage, Bester Roman
- 2009 Robert A. Heinlein Award, Lebenswerk[3]
- 2010 Damon Knight Memorial Grand Master Lebenswerk